# The Empty Gun
The Empty Gun er en amerikansk stumfilm fra 1917.

## Medvirkende
- Franklyn Farnum
- Claire McDowell som Mary
- Lon Chaney som Frank
- Sam De Grasse som Jim